# Міхал Швец
Міхал Швец (чеськ. Michal Švec, нар. 19 березня 1987, Прага) — чеський футболіст, що грав на позиції півзахисника.
Виступав, зокрема, за клуб «Славія», а також національну збірну Чехії.
Чемпіон Чехії. Володар Кубка Нідерландів.

## Клубна кар'єра
У дорослому футболі дебютував 2003 року виступами за команду «Славія», в якій провів п'ять сезонів, взявши участь у 67 матчах чемпіонату. За цей час виборов титул чемпіона Чехії.
Згодом з 2008 по 2016 рік грав у складі команд «Геренвен», «Дьєр» та «Славія».
Завершив ігрову кар'єру у команді «Богеміанс 1905», за яку виступав протягом 2016—2019 років.

## Виступи за збірні
У 2002 році дебютував у складі юнацької збірної Чехії (U-16), загалом на юнацькому рівні взяв участь у 40 іграх.
Протягом 2005–2008 років залучався до складу молодіжної збірної Чехії. На молодіжному рівні зіграв у 14 офіційних матчах.
У 2009 році дебютував в офіційних матчах у складі національної збірної Чехії.
Загалом протягом кар'єри в національній команді, яка тривала 1 рік, провів у її формі 2 матчі.

## Титули і досягнення
- Чемпіон Чехії (1):

«Славія»: 2007-2008
- Володар Кубка Нідерландів (1):

«Геренвен»: 2008-2009